# Bank of Communications
Bank of Communications Limited (Jiāotōng Yínháng, «Банк комунікацій» або банк «Цзяотун», скорочено BoCom) — п'ятий за величиною комерційний банк КНР і 22-й найбільший банк у світі (за розміром активів).
У списку Forbes Global 2000 за 2019 Bank of Communications посів 39-е місце, у тому числі 22-е за активами, 43-е за чистим прибутком, 122-е за виручкою і 163-е за ринковою капіталізацією.
Основними акціонерами банку є Міністерство фінансів КНР (20,4% акцій класу A та 6,13% акцій класу H) та The Hongkong and Shanghai Banking Corporation (18,7% акцій класу H).

## Історія
Заснований в 1908 для фінансування розвитку транспортної інфраструктури в Китаї, зокрема викупу у бельгійців залізниці Пекін - Ханькоу. Перше відділення поза материковим Китаєм відкрито в 1934 в Гонконгу, на той час британської колонії.
Після китайської революції в 1949 керівництво банку бігло на острів Тайвань (з частиною активів), де відтворили банк; згодом він став частиною Mega International Commercial Bank. Активи, що залишилися в КНР, поглинув центральний банк КНР.
В ходе реорганизации Центрального банка КНР в 1986 году было принято решение восстановить Банк коммуникаций, он начал работу 1 апреля 1987 года. В 2005 году было проведено первичное размещение акций банка на Гонконгской фондовой бирже (акций класса H); 19,9 % акций было куплено британским финансовым конгломератом HSBC. В 2007 году на Шанхайской фондовой бирже было размещено 3,19 млрд акций класса А (6,5 % от рыночной стоимости банка) на 25,2 млрд юаней ($3,3 млрд).

## Діяльність
У материковій частині КНР банк має 3450 відділень, також є відділення в Гонконгу, Нью-Йорку, Сан-Франциско, Токіо, Сінгапурі, Сеулі, Франкфурті, Макао, Хошиміні, Сіднеї, Брісбені, Мельбурні, Тайбеї, Лондоні, Люксембурзі, Парижі, Римі, Торонто та Ріо-де-Жанейро.
Банк здійснює випуск платіжних карток, на 2018 було понад 72 млн зареєстрованих кредитних карток та 14,3 млн дебетових карток. Також банк надає послуги з управління активами (розмір активів під управлінням на 2018 становив 3,058 трлн юанів) та депозитарні послуги (активи на зберіганні становили 10,3 трлн юанів).
Половину активів банку складають видані кредити (на 2020 5,85 трлн з 10,7 трлн юанів), причому переважають корпоративні кредити (3,53 трлн юанів). Близько 3,24 трлн активів припадає на інвестиції в цінні папери (з них на 2 трлн держоблігації), готівку та баланси в центральних банках — 818 млрд юанів. Прийняті депозити становлять основну частину пасивів (6,539 трлн юанів, що дорівнює трлн доларів США).
Чистий процентний дохід у 2020 становив 153,3 млрд юанів (відсотковий дохід 369,1 млрд, витрата - 215,8 млрд юанів).
Сукупні активи банку на кінець 2021 становили 11,67 трлн юанів, що на 9,05 % більше ніж на кінець 2020. За підсумками 2021 чистий прибуток банку зріс на 11,89 % у річному обчисленні та становила 87,58 млрд юанів (13,74 млрд дол. США); чистий операційний дохід банку досяг 269,75 млрд юанів, збільшившись на 9,33 % у річному обчисленні.
| Рік                     | 2004  | 2005  | 2006  | 2007  | 2008  | 2009  | 2010  | 2011  | 2012  | 2013  | 2014  | 2015  | 2016  | 2017  | 2018  | 2019  | 2020   |
| ----------------------- | ----- | ----- | ----- | ----- | ----- | ----- | ----- | ----- | ----- | ----- | ----- | ----- | ----- | ----- | ----- | ----- | ------ |
| Чистий процентний дохід | 25,19 | 31,59 | 39,50 | 53,94 | 65,86 | 66,67 | 85,00 | 103,5 | 120,1 | 130,7 | 131,5 | 139,5 | 131,3 | 124,9 | 130,9 | 144,1 | 153,3  |
| Чистий прибуток         | 1,604 | 9,249 | 12,55 | 20,32 | 28,52 | 30,12 | 39,04 | 50,74 | 58,37 | 62,30 | 65,85 | 66,53 | 67,21 | 70,22 | 73,63 | 77,28 | 78,27  |
| Активи                  | 1144  | 1423  | 1716  | 2106  | 2678  | 3309  | 3952  | 4611  | 5273  | 5961  | 6268  | 7155  | 8403  | 9038  | 9531  | 9906  | 10 698 |
| Власний капітал         | 52,10 | 83,08 | 87,40 | 128,2 | 145,2 | 163,8 | 222,8 | 271,8 | 379,9 | 419,6 | 471,1 | 534,9 | 629,1 | 671,1 | 698,4 | 793,2 | 866,6  |

## Дочірні компанії
Основні дочірні компанії на кінець:
- BoCom Schroder Fund — компанія з операцій з цінними паперами та управління активами, створена в 2005 спільно з Schroder Investment Management Limited (30%) та China International Marine Containers

(Group) Co., Ltd. (5%); активи - 3,75 млрд юанів.
- BoCom International Trust - трастова компанія, заснована в 2007 в партнерстві з Hubei Provincial Communications Investment Group Co. Лтд (15%); активи на зберіганні трастових фондів компанії становлять у середньому 855 млрд юанів, власні активи компанії – 12,5 млрд юанів.
- BoCom Leasing - лізингова компанія, заснована в 2007; активи - 232 млрд юанів.
- BoCommLife Insurance - страхова компанія, створена в 2010 в партнерстві з Commonwealth Bank of Australia (37,5%); активи - 40,58 млрд юанів.
- BoCom International - фінансова компанія, заснована у 2007; 73,14% акцій належить банку, решта звертається на Гонконзькій фондовій біржі.
- BoCom Insurance - страхова компанія, створена в 2000 в Гонконгу; активи - 747 млн гонконгських доларів.
- BoCom Investment – фінансова компанія, заснована у 2017; активи - 20,37 млрд юанів.
- Bank of Communications (UK) Limited - філія у Великобританії (заснована в 2011).
- Bank of Communications (Luxemburg) Limited - філія в Люксембурзі, заснована в 2015, має відділення в Парижі та Мілані.
- BoCom Brazil Holding Company Ltda – інвестиційний холдинг у Бразилії, зареєстрований у 2016.
- BANCO Bocom BBM S. A. - Бразильський банк, заснований у 1967 (BoCom належить 80%).
- Bank of Communications Financial Assets Investment Co. , Ltd. - Фінансова компанія, заснована в 2017.
- Bank of Communications (Hong Kong) Limited - Гонконгський банк, зареєстрований на початку 2018.

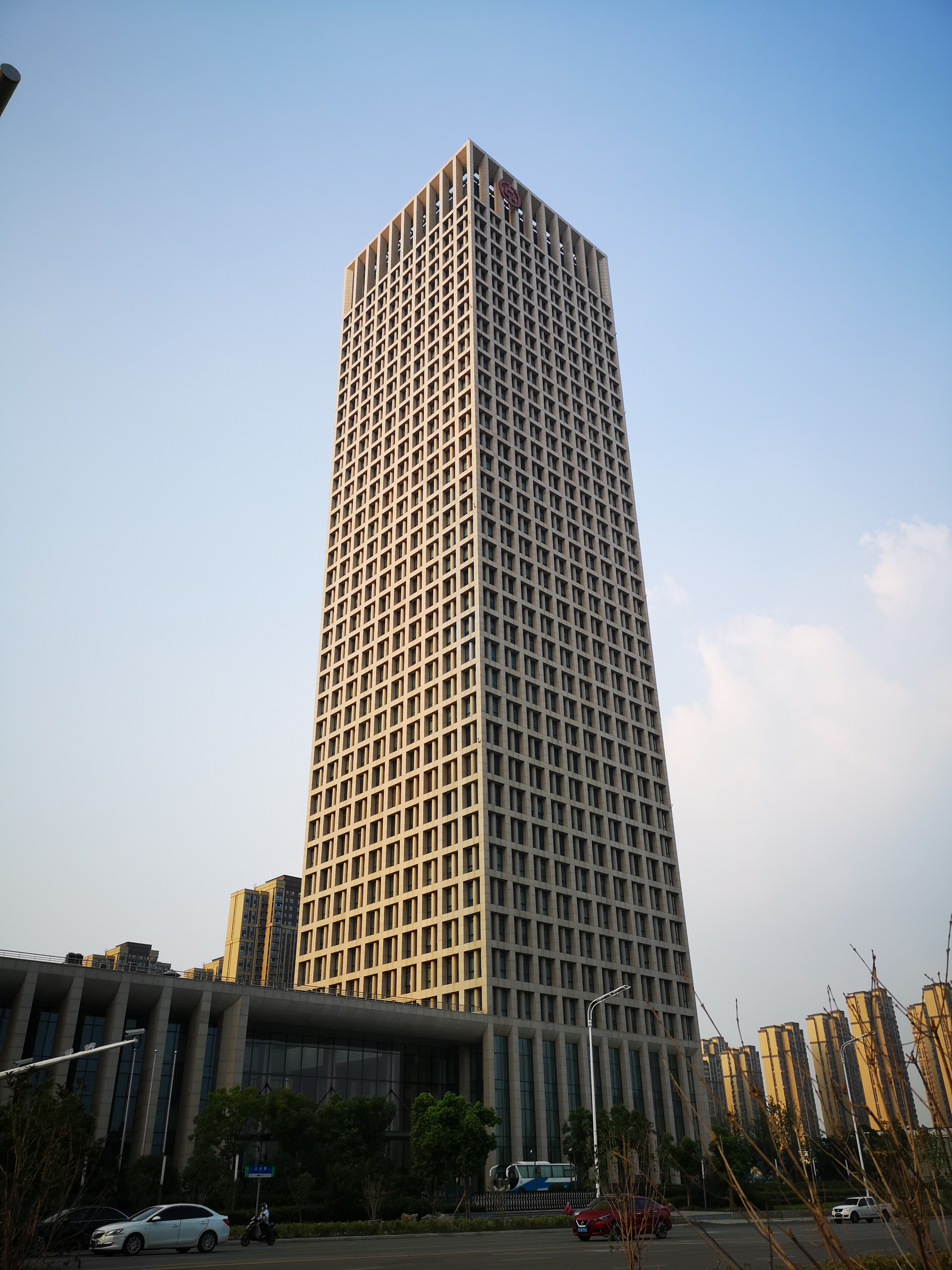
Офіс у Хефеї
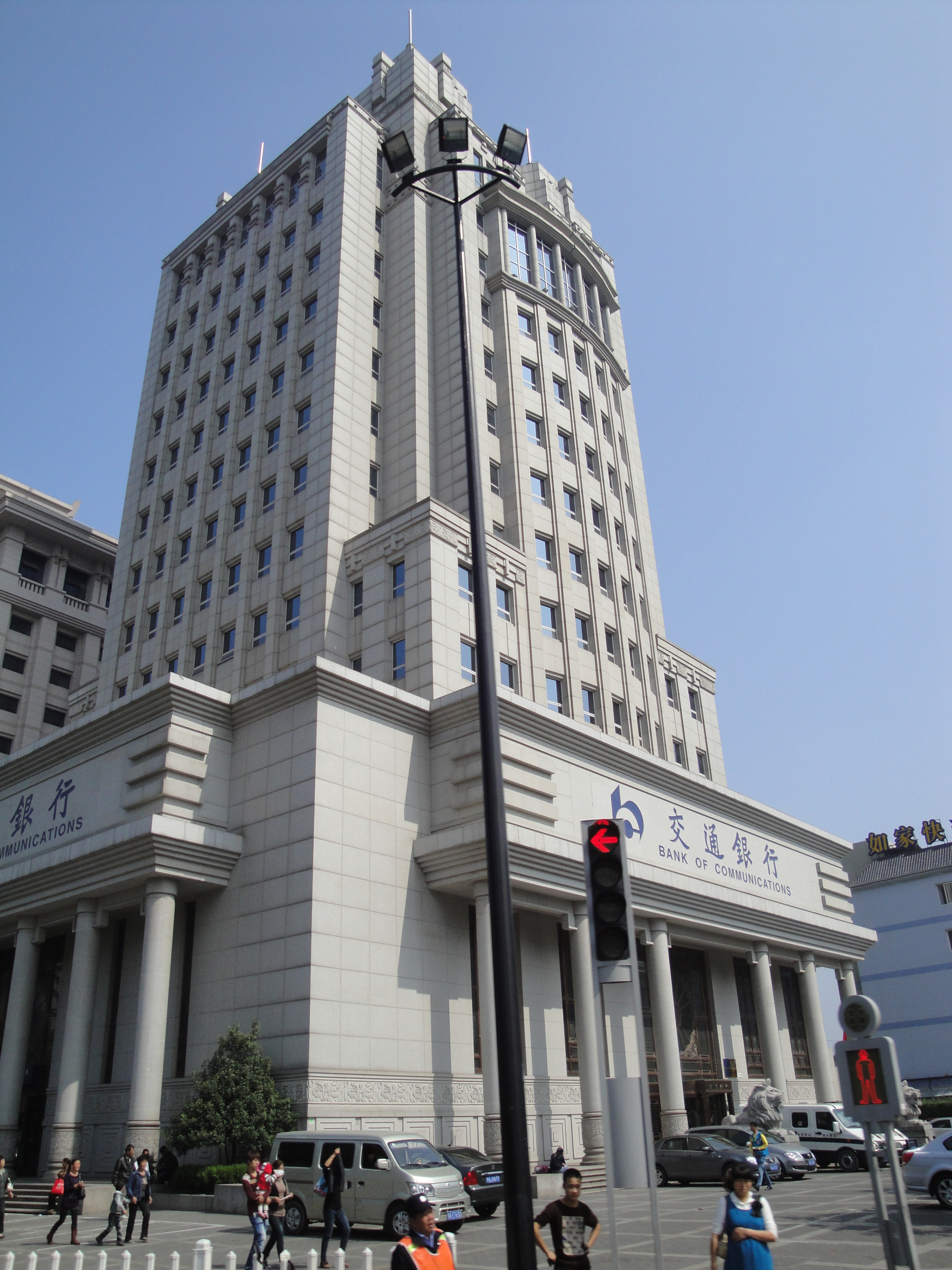
Офіс у Сіані
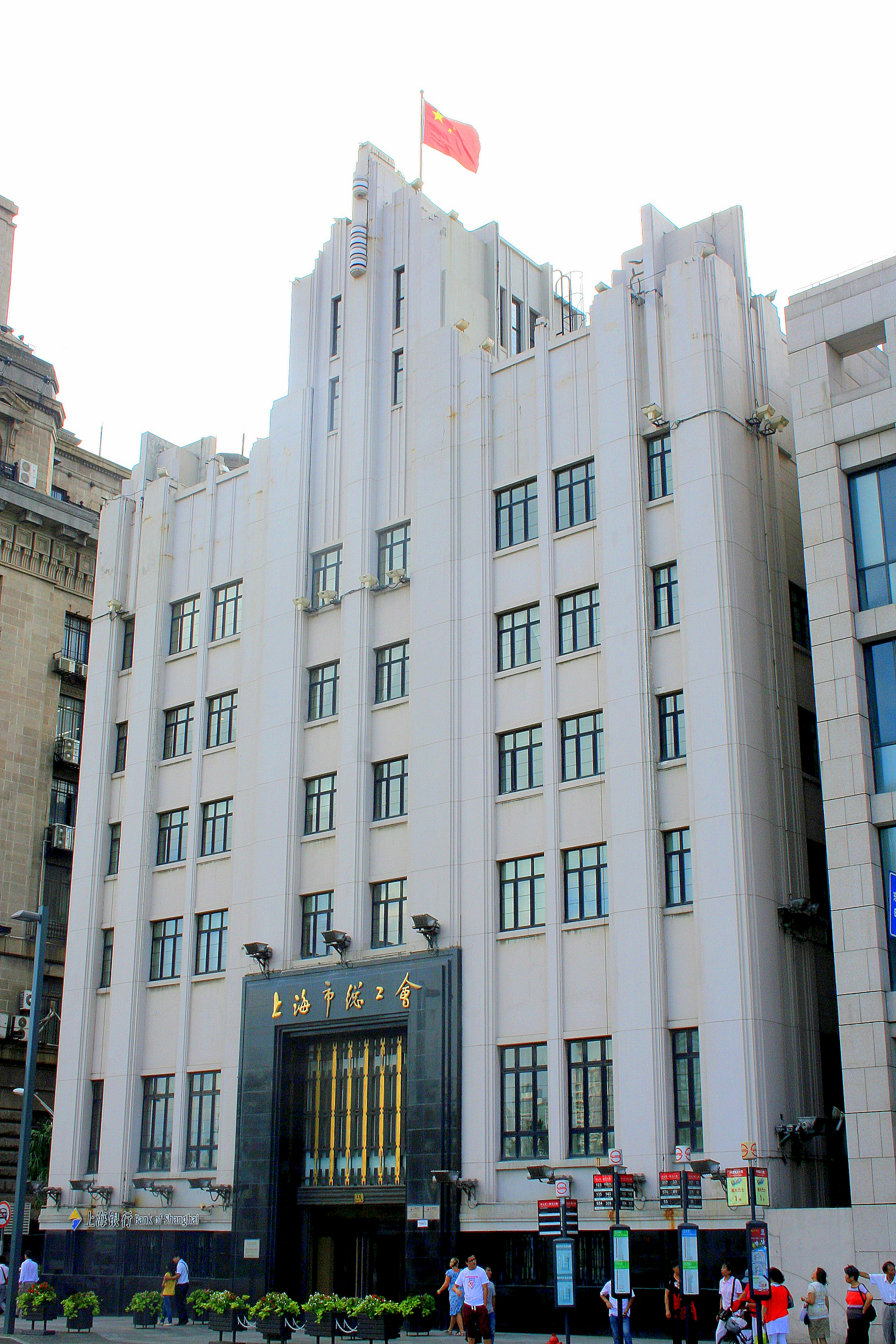
Офіс у Шанхаї
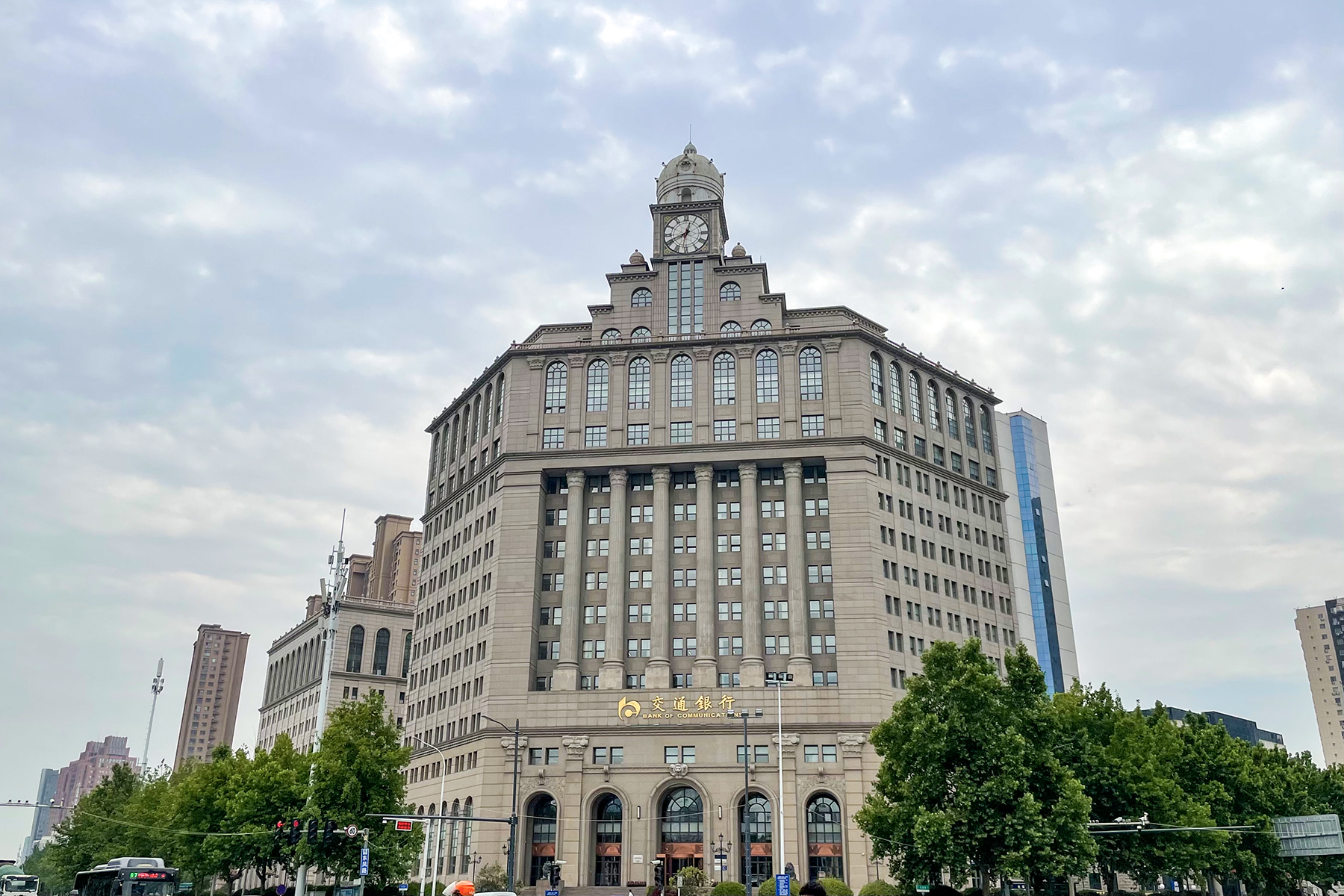
Офіс в Чженьчжоу